# Јабланица (Караш-Северин)
Јабланица (рум. Iablaniţa) насеље је у Румунији у округу Караш-Северин у општини Јабланица. Oпштина се налази на надморској висини од 233 m.

## Прошлост
Аустријски царски ревизор Ерлер је 1774. године констатовао да место припада Оршовском округу и дистрикту. Село има милитарски статус а становништво је било претежно влашко.
У месту са препознатљивим српским називом, постојала је у 19. веку православна парохија. Она је припадала Мехадијском протопрезвирату. Године 1824. ту су службовала два пароха: Србин, поп Георгије Траиловић и Румун, поп Захариј Татука.

## Становништво
Према подацима из 2002. године у насељу је живело 2661 становника.

### Попис2002.
| Расподела становништва по националности 2002.‍ | Расподела становништва по националности 2002.‍ | Расподела становништва по националности 2002.‍ | Расподела становништва по националности 2002.‍ | Расподела становништва по националности 2002.‍ |
| --------------------------------------------- | --------------------------------------------- | --------------------------------------------- | --------------------------------------------- | --------------------------------------------- |
|                                               |                                               |                                               |                                               |                                               |
| Румуни                                        | Румуни                                        |                                               | 2.641                                         | 99,4%                                         |
| Роми                                          | Роми                                          |                                               | 16                                            | 0,6%                                          |

### Хронологија
| Година       | 1992 | 1993 | 1994 | 1995 | 1996 | 1997 | 1998 | 1999 | 2000 | 2001 | 2002 | 2003 | 2004 | 2005 | 2006 | 2007 | 2008 | 2009 | 2010 | 2011 | 2012 | 2013 | 2014 | 2015 | 2016 | 2017 |
| ------------ | ---- | ---- | ---- | ---- | ---- | ---- | ---- | ---- | ---- | ---- | ---- | ---- | ---- | ---- | ---- | ---- | ---- | ---- | ---- | ---- | ---- | ---- | ---- | ---- | ---- | ---- |
| Становништво | 2725 | 2707 | 2690 | 2663 | 2620 | 2600 | 2571 | 2542 | 2516 | 2515 | 2506 | 2499 | 2470 | 2454 | 2439 | 2395 | 2359 | 2330 | 2312 | 2270 | 2252 | 2219 | 2208 | 2177 | 2140 | 2107 |